# Edmond James de Rothschild
El barón Edmond James de Rothschild (Boulogne-Billancourt, Altos del Sena, 19 de agosto de 1845 - 2 de noviembre de 1934) fue un filántropo y coleccionista francés.
Fue el hijo más joven del barón James Mayer de Rothschild, el fundador de la rama de los Rotschild de París, y sirvió en la Guardia Nacional durante la Guerra de 1870. Se casó en 1877 con su prima Adelheid de Rothschild (1853-1935), de la rama de los Rotschild de Nápoles. Tuvieron tres hijos: James (1878-1957), Maurice (1881-1957) y Miriam (1884-1965).
Edmond de Rothschild no tomó una parte activa en el desarrollo de la banca familiar. Fue antes de todo un coleccionista y un mecenas. Hizo donativos al Museo del Louvre, hizo una donación de un tesoro de plata de 110 piezas encontrado en Boscoreale, cerca de Pompeya (1895), y a su muerte, sus herederos hicieron donación al Museo del Louvre de un conjunto de 3.000 dibujos del siglo XVIII y de 43.000 grabados.
A partir de 1882, empezó a comprar tierras en la Palestina otomana, fue uno de los más activos defensores del sionismo. Él mismo financió el asentamiento judío de Rishón LeZión. Contrariamente a los otros Rothschild, James atribuía una gran importancia a esta empresa, e hizo cinco viajes a Palestina (en mayo de 1887, en la primavera de 1893, en febrero de 1899, en febrero de 1914, en mayo de 1925) para supervisar de una manera efectiva el desarrollo de los asentamientos judíos.
El Barón James ayudó los judíos de Rusia, afectados por los pogromos, a crear unas viñas alrededor del Monte Carmelo, pero fracasó en desarrollar una fábrica de perfume. En 1924, creó la Sociedad para la Colonización de Palestina (en inglés: Palestine Jewish Colonization Association), una entidad jurídica que adquirió más de 500 km² de terreno. Se considera que gastó más de 50 millones de dólares en ese proyecto colonizador. Se acabó separando de la política de construcción de un estado judío, una política preconizada por la Agencia Judía para la Tierra de Israel, defendiendo una postura basada en la industrialización y en el respeto hacia las poblaciones árabes.
En abril de 1954, sus restos y los de su esposa, fueron exhumados en el cementerio parisino de Père-Lachaise, y fueron transportados al Estado de Israel, en una fragata militar. Al llegar al puerto de Haifa, el barco fue saludado por salvas de cañón. Sus restos fueron enterrados en el parque natural de Ramat HaNadiv.
- Datos: Q467167
- Multimedia: Edmond James de Rothschild / Q467167